# Terraforming Mars

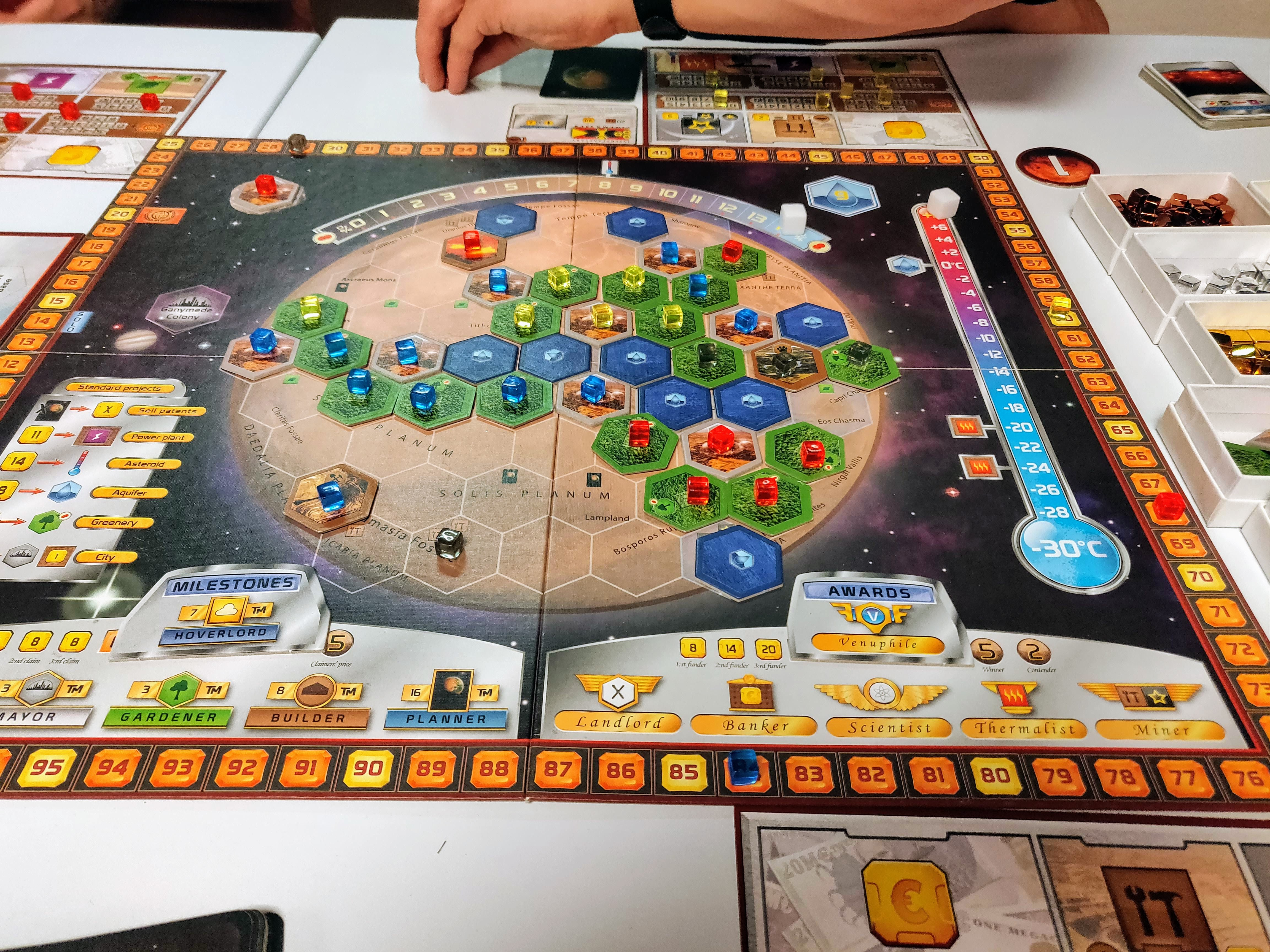
Das Brettspiel Terraforming Mars

Terraforming Mars ist ein strategisches Brettspiel des schwedischen Spieleautors Jacob Fryxelius für bis zu fünf Personen aus dem Jahr 2016. Das Spiel erschien zuerst bei FryxGames und Stronghold Games in den Vereinigten Staaten, in Deutschland wird das Spiel über den Schwerkraft-Verlag vertrieben.
2016 wurde es beim Swiss Gamers Award nominiert und auf den fünften Platz gewählt, 2017 war es eines von drei nominierten Spielen des Jurypreises Kennerspiel des Jahres und erhielt den Deutschen Spielepreis, zudem wurde es beim International Gamers Award und dem portugiesischen Spielepreis Jogo do Ano nominiert.

## Thema und Ausstattung
Bei dem Spiel handelt es sich um ein Brettspiel, bei dem die Mitspieler in der Rolle jeweils eines Konzerns mit Hilfe von Projektkarten versuchen, den Planeten Mars für Menschen bewohnbar zu machen (Terraforming). Die Spieler nutzen dabei Karten, um Technologien aufzubauen und mit diesen Ressourcen zu gewinnen sowie den Sauerstoffgehalt der Atmosphäre, die Temperatur und die Oberfläche bzw. den Ozeananteil des Mars für eine Besiedlung durch Menschen zu verändern und bewohnbar zu machen. Durch diese Prozesse können die Mitspieler einen guten Terraformwert erreichen und Siegpunkte  sammeln. Der Terraformwert bedingt das Basiseinkommen in MegaCredits (M€) und den Basispunktestand des Spielers. Sieger des Spiels ist, wer bei Erreichen der angestrebten Umweltbedingungen des Planeten die meisten Siegpunkte hat.
Das Spielmaterial besteht neben der Spieleanleitung aus:
- ein Spielbrett mit einer Marskarte, Anzeigeleisten für die drei globalen Parameter und für den Terraformwert der Spieler, die auch als Generationenleiste dient, Übersichten für die Standardaktionen, die Meilensteine und für die Auszeichnungen
- fünf Spielertableaus mit Anzeigen für das Einkommen und Produktionsleisten für die Ressourcen der Spieler sowie Ablagebereiche für Ressourcen und Energie,
- 17 Konzernkarten,
- 208 verschiedene Projektkarten,
- acht Übersichtskarten,
- 195 Spielermarker in Form von Kunststoffwürfelchen,
- 195 Ressourcenmarker in Form von Kunststoffwürfelchen,
- drei Spielbrettmarker,
- neun Ozeanplättchen,
- 60 Grünflächen-/Stadtplättchen,
- elf Spezialplättchen und
- einen Startspielermarker.

## Spielweise

### Spielvorbereitung
Zu Beginn des Spiels wird das Spielbrett in der Tischmitte platziert und vorbereitet. Neun Ozeanplättchen sowie die weißen Marker für die Temperatur und den Sauerstoffgehalt sowie für die Generationen kommen auf die Startpositionen der entsprechenden Anzeigeleisten. Die Ressourcenmarker und Plättchen werden neben das Spielbrett gelegt. Der vorbereitete und gemischte Projektkartenstapel wird ebenfalls neben dem Spielbrett abgelegt. Die Spieler suchen sich jeweils eine Farbe aus und bekommen die entsprechenden Spielermarker und das Spielertableau. Jeder Spieler erhält zudem eine Grundproduktion in Höhe von jeweils einem Marker und die Spieler legen jeweils einen Spielermarker auf die „1“ jeder Leiste. Zudem legt jeder Spieler einen seiner Spielermarker auf die Startposition („20“) der Terraformwert-Leiste. Der ausgewählte Startspieler bekommt den Startspielermarker. Jeder Mitspieler bekommt zwei Konzernkarten zugelost und wählt von diesen einen aus, danach bekommen alle Spieler die entsprechenden Startressourcen. Danach zieht jeder Spieler zehn Projektkarten und kann davon beliebig viele als Startkarten für seine Kartenhand für 3 M€ je Karte kaufen.

### Spielgeschehen
Das Spiel wird in Generationen gespielt, wobei die Spieler in jeder Generation vier Phasen durchlaufen: die Startspielerphase, die Forschungsphase, die Aktionsphase und die Produktionsphase.
In der Startspielerphase wird der Startspielermarker zum nächsten Spieler nach links weitergereicht und der Generationenmarker um ein Feld vorgesetzt. In der danach folgenden Forschungsphase zieht jeder Spieler vier Karten und entscheidet, welche er davon kaufen möchte. Jede Karte kostet dabei 3 M€, die restlichen Karten werden verdeckt abgelegt. Wenn der Kartenstapel aufgebraucht wird, werden die Karten des Abwurfstapels gemischt und als neuer Stapel ausgelegt.
Während der Aktionsphase führen die Spieler reihum ihre Spielzüge durch, bei denen sie jeweils bis zu zwei von sieben möglichen Aktionstypen wählen. Dies wird wiederholt, bis alle Spieler auf weitere Aktionen verzichten und somit passen. Die möglichen Aktionen sind:
- eine Karte aus der Hand spielen, wobei vorab die Bedingungen überprüft, die Kosten bezahlt und die Soforteffekte durchgeführt werden. Danach wird die Karte im Spielerbereich abgelegt.
- ein Standard-Projekt nutzen. Dabei stehen jedem Spieler 6 Standard-Projekte zur Verfügung, die auf dem Spielbrett abgebildet sind und bei denen jeweils die angegebenen Kosten bezahlt werden müssen: Patente verkaufen, Energieproduktion erhöhen, Temperatur erhöhen, Ozeanplättchen platzieren, Grünflächenplättchen platzieren zur Erhöhung des Sauerstoffgehalts, Stadtplättchen platzieren.
- einen Meilenstein beanspruchen. Für 8 M€ kann ein Spieler einen Meilenstein für sich beanspruchen.
- eine Auszeichnung finanzieren. Für 8 M€ kann ein Spieler eine Auszeichnung finanzieren.
- die Aktion einer blauen Karte nutzen,
- acht Pflanzen in ein Grünflächenplättchen umwandeln, was den Sauerstoff erhöht,
- acht Wärme-Ressourcen umwandeln in einen Temperaturanstieg.

Wenn ein Spieler keine Aktion ausführt und somit passt, setzt er für den Rest der Phase aus. Nachdem alle Spieler gepasst haben, endet die Aktionsphase und die Produktionsphase beginnt. Diese Phase führen alle Spieler gleichzeitig aus. Die gesamte Energie wird in Wärme umgewandelt, danach erhalten alle Spieler neue Ressourcen und Geld entsprechend der Summe aus ihrem Terraformwert und ihrer M€-Produktion, die auch negativ sein kann. Danach erhalten sie alle anderen Ressourcen aus ihrer Produktion und legen sie auf ihr Tableau. Zuletzt werden die Spielermarker von den benutzten Aktionskarten genommen, um sie für die nächste Generation wieder verfügbar zu machen.

### Spielende und Wertung
Das Spiel endet nach der Generation, in der die angestrebten Umweltbedingungen des Planeten mit ausreichend Sauerstoff zum Atmen (14 %), für erdähnliches Wetter ausreichend Ozeane (9) und eine Temperatur deutlich über dem Gefrierpunkt (+8 °C) erreicht sind. Die Spieler erhalten dann Siegpunkte für ihren Terraformwert, die Plättchen auf dem Spielbrett, errungene Auszeichnungen und Meilensteine sowie die Siegpunkte auf ihren ausgespielten Karten.

## Entwicklung
Das Spiel Terraforming Mars wurde von dem schwedischen Spieleautor Jacob Fryxelius entwickelt und erschien 2016 als Zusammenarbeit von dessen Verlag FryxGames und Stronghold Games. In Deutschland wird das Spiel über den Schwerkraft-Verlag vertrieben, daneben erschien es auf Polnisch, Spanisch, Russisch, Koreanisch, Chinesisch, Italienisch, Ungarisch, Niederländisch und Französisch.

## Rezeption
2016 wurde es beim Swiss Gamers Award nominiert und auf den fünften Platz gewählt, 2017 war es eines von drei nominierten Spielen des Jurypreises Kennerspiel des Jahres und erhielt den Deutschen Spiele Preis, zudem wurde es beim International Gamers Award und dem portugiesischen Spielepreis Jogo do Ano nominiert. In der Begründung zur Nominierung zum Kennerspiel des Jahres schreibt die Jury:

„„Terraforming Mars“ setzt das Thema so anschaulich um, dass die Eroberung des Roten Planeten kurz bevorzustehen scheint.“

## Erweiterungen
In Ergänzung zum Grundspiel wurden fünf Erweiterungen veröffentlicht: Hellas & Elysium (2017), Nächster Halt: Venus (2017), Präludium (2018), Kolonien (2018) und Aufruhr (2019). Diese Erweiterungen stellen zusätzliche Projekt- und Konzernkarten sowie neue Spielpläne und Ressourcenarten zur Verfügung. Zudem wurden zusätzliche Spielmechanismen, wie der Handel mit Kolonien und politische Einflussnahme, eingeführt.
2021 wurde Terraforming Mars: Ares-Expedition als eigenständiges Spiel veröffentlicht, das einen deutlich kleineren Spielplan enthält und sich entsprechend vor allem auf die Karten konzentriert.
2022 erschienen die ersten drei Erweiterungen: Foundations (Fundamente), Crisis (Krisen) und Discovery (Entdeckungen). Sie ergänzen das Spiel um weitere Karten und Mechaniken und ermöglichen es, das Spiel mit bis zu sechs Spielern zu spielen.
2023 erschien mit Terraforming Mars - Das Würfelspiel ein weiteres eigenständiges Spiel. Es unterscheidet sich von den anderen beiden Spielen insbesondere durch einen wesentlich anderen Mechanismus bei der Ressourcenverwaltung: Es gibt 15 verschiedene Ressourcen, die auf 60 Würfeln in fünf Farben dargestellt werden. Projekte werden nicht wie in den anderen beiden Spielen mit Geld, sogenannte "M€", bezahlt, stattdessen muss die auf der jeweiligen Projektkarte geforderte Ressourcen-Kombination bereitgestellt werden.

## Computerspiel
Am 17. Oktober 2018 veröffentlichte Asmodee Digital eine Adaption von Terraforming Mars als Computerspiel auf der Plattform Steam. Das Spielprinzip entspricht bis auf kleinere Anpassungen dem des Brettspiels. Das Spiel kann solo, gegen andere Spieler oder gegen KI-Gegner gespielt werden.

## Belege
1. 1 2 3 4 5 6 7 8  Spieleanleitung Terraforming Mars (Download auf der Website des Verlags)
2. ↑  Versionen von Terraforming Mars in der Spieledatenbank BoardGameGeek (englisch); abgerufen am 18. September 2017.
3. 1 2  Terraforming Mars auf der Website des Spiel des Jahres e.V.; abgerufen am 24. Oktober 2020.
4. ↑  Deutscher Spielepreis 2017: Sieger Terraforming Mars auf reich-der-spiele.de; abgerufen am 21. September 2017.
5. ↑  2017 Nominees zum International Gamers Award; abgerufen am 19. September 2017.
6. ↑  Terraforming Mars. In: Schwerkraft Verlag (Online-Shop). Abgerufen am 1. Juni 2019.
7. ↑  Keith Law: Review: Super-hot board game Terraforming Mars goes digital. In: Ars Technica. 10. November 2018, abgerufen am 1. Juni 2019.
8. ↑  Terraforming Mars (App). In: Steam. Abgerufen am 1. Juni 2019.